# Brincando el charco
Brincando el charco es una película del año 1994 por Frances Negrón-Muntaner. Cuenta la historia de Claudia Marín, una mujer puertorriqueña que es una fotógrafa/camarógrafa intentando construir una sensación de comunidad en los Estados Unidos. Como ella enfrenta la simultaneidad de su privilegio y también su opresión, Brincando el charco llega a ser un comentario de la sexualidad, raza, y la familia. La película emplea una mezcla de ficción, metraje archivístico, entrevistas y drama de telenovela para destacar la experiencia de una mujer puertorriqueña viviendo en los Estados Unidos y para explorar la tema de la identidad. Este documental está basado en las experiencias de la directora Negrón-Muntaner como una artista y activista lesbiana puertorriquena viviendo en los Estados Unidos y la película se hizo en cinco años.
Brincando el charco se financió por el Servicio independiente de televisión con fondos provechos por la corporación de la radiodifusión pública.

## Trama
La película empieza con entrevistas con personas de diferentes sexualidades. Muchas de las personas discutan cómo su fondo y su familia rechaza la idea de la homosexualidad. La lucha entre mantener a su familia cercana y estar cómoda con su identidad sexual es difícil. Mientras estas personas explican sus experiencias, Claudia Marin, también comparte su estructura familiar. Un día, Claudia recibe una llamada de su familia que le dice que su papá murió. Ella no sabe si va a ir a visitar a su familia para el funeral. Detrás de sus memories, aprendemos la relación entre Claudia y su papá. Cuando Claudia le dijo a su familia que es lesbiana, su padre le lanzó fuera de la casa. Su hermano y su madre no hicieron nada para defender a ella, como su padre era el jefe de la casa. Desde ese día, Claudia dejó su hogar para comenzar su vida sin el apoyo de su familia.

## Premios
En 1995, Ganó el Whitney Biennial premio a la San Juan Festival del cine y también una selección del mérito al Festival de Cine de la Asociación de Estudios Latinoamericanos de 1995.